# 森川哲郎
森川 哲郎（もりかわ てつろう　1923年3月31日 - 1982年12月17日）は、日本の作家、市民運動家。大杉剛夫、近藤史郎の別名を用いた。

## 略歴
東京府出身。日本大学中退。新聞記者、雑誌記者を経て、作家となる。小説、ノンフィクション、評論、脚本など数多くの著作を手がける。
1962年7月、「平沢貞通氏を救う会」を結成し、帝銀事件の再審請求の中心となって活躍した。1965年3月、平沢の再審請求審における偽証容疑で逮捕され、1971年12月、懲役1年6月の実刑が確定して下獄した。

## 親族
長男の森川武彦は後に平沢貞通の養子となる。次女・森川千恵子は仮面ライダーの緑川ルリ子役で知られる女優。

## 著書
- 『兜町』南旺社 1958
- 『血闘天佑侠』南旺社 1958
- 『風雲女難』南旺社 1958
- 『勝負師 兜町 第2部』南旺社 1959
- 『帝銀事件』三一新書 1964
- 『幕末暗殺史』三一新書 1967 のちちくま文庫
- 『明治百年秘史 激動の百年』大杉剛夫 監修: 国学院大学近代日本研究会 赤坂書房 1967
- 『総会屋 内幕をズバリ!』久保書店 1968
- 『竜馬暗殺推理』波書房 1968
- 『外資に狙われる会社 企業の血戦 吹き荒れるか乗取りの嵐!』双葉新書 1969
- 『戦う企業家たち 新興財閥風雲録』久保書店 1969
- 『日本暗殺史 権力政治への血の抗争』波書房 1969
- 『風林火山の旗の下に 武田三代の興亡』波書房 1969
- 『明治暗殺史』三一新書 1969
- 『日本死刑史 生埋め・火あぶり・磔・獄門・絞首刑…』日本文芸社 1970
  - 『身の毛もよだつ日本残酷死刑史 生埋め・火あぶり・磔・獄門・絞首刑・日本の残酷刑罰史』平沢武彦編 日本文芸社パンドラ新書 2006
- 『現代暗殺史』三一新書 1971
- 『日本脱獄史 生死を賭けた知恵… 波乱の破獄ドラマ!』日本文芸社 1971
- 『日本の暗黒裁判 この事実をどう考えるか』潮文社リヴ 1971
- 『株式金言集 より安全を心がけるために』近藤史郎 日本文芸社 1972
- 『日本武士道史 日本民族の魂の遺産をもう一度見直そう』日本文芸社 1972
- 『秘録帝銀事件 平沢裁判の真相と謎』番町書房 1972 のち祥伝社文庫
- 『満州暴れ者 敵中突破五千キロ』徳間書店 1972
- 『暗殺百年史』図書出版社 1973
- 『会社乗取り史 巨大化した企業の内幕』久保書店 1973
- 『日本史暗殺100選』秋田書店 1973
- 『葉隠入門 覚悟を諭すもの、教えるもの』日本文芸社ダルマ・ブックス 1973
- 『兜町覇者列伝 8人の男たちの相場必勝の哲学』久保書店 1974
- 『拷問』図書出版社 1974
- 『ヒトラー語録 狂人か、超人か、天才か』大杉剛夫 久保書店 1974
- 『日本叛乱史 神風連蹶起から三島事件まで』新人物往来社 1975
- 『会社乗取り史 巨大化した企業の内幕』久保書店 1976
- 『世界脱獄史 脱走ノンフィクション!!』久保書店 1976
- 『朝鮮独立運動暗殺史』三一書房 1976
- 『日本疑獄史』三一書房 1976 『疑獄と謀殺 戦後、「財宝」をめぐる暗闘とは ドキュメント「闇の昭和史」」祥伝社文庫
- 『日本剣豪・名勝負100』日本文芸社 1976 「日本史・剣豪名勝負95」にちぶん文庫
- 『乗取り三国志』大陸書房 1976
- 『獄中一万日 追跡帝銀事件』図書出版社 1977
- 『日本の黒幕』三一書房 1977
- 『維新の志士と女たち 不滅の愛と死と思想』日本文芸社 1978
- 『日本迷宮入事件』三一書房 1978
- 『疑獄と謀殺 怪死の研究 昭和史の記録』現代史出版会 1979
- 『血の宣告 ドン田岡狙撃事件』三一書房 1979
- 『日本快盗伝』三一書房 1979
- 『獄中三十二年 「死刑囚」平沢と共に生きて』現代史出版会 1980
- 『日本史・黒幕の実像 黒い実力者の謀略の論理』日本文芸社 1980 「黒幕たちの謀略」にちぶん文庫
- 『江戸暗殺史』三一新書 1981 のち文芸社文庫
- 『「残酷」日本刑罰史』現代史出版会 1981
- 『テロルの系譜』図書出版社 1981
- 『戦国暗殺史』三一新書 1982
- 『戦後史・アメリカ謀略の謎』日本文芸社 1982
- 『東条英機暗殺計画』現代史出版会 1982 のち徳間文庫
- 『日本残酷死刑史 生埋め・火あぶり・磔・獄門・絞首刑』平沢武彦編 日文新書 2001

### 共編著
- 『武道日本』[編] プレス東京 1964、1969
- 『世界を征服する企業 コングロマリットの脅威』森田憲一共著 久保書店 1970

### 翻訳
- イースタン・エコノミスト社編『新しいインド』経済批判社 1953